# Comuna Smile, Kuibîșeve
Smile (în ucraineană Сміле) este o comună în raionul Kuibîșeve, regiunea Zaporijjea, Ucraina, formată din satele Cervonoselivka, Samiilivka, Smile (reședința) și Svitle.

## Demografie
Componența lingvistică a comunei Smile
     Ucraineană (91,12%)
     Rusă (8,59%)
     Alte limbi (0,28%)
Conform recensământului din 2001, majoritatea populației comunei Smile era vorbitoare de ucraineană (91,12%), existând în minoritate și vorbitori de rusă (8,59%).